# Leon II (cesarz)
Leon II, Leo II (ur. 467, zm. 17 listopada 474) – cesarz wschodniorzymski 473–474. Wnuk Leona I. Syn Zenona Izauryjczyka i Ariadny.

## Życiorys
Leon II był bezwolnym narzędziem w grach politycznych ojca i dziadka. W październiku 473 
Leon I zdecydował się wyznaczyć swoim następcą Zenona. Zięć cesarza nie był jednak osobą popularną w Konstantynopolu ze względu na swoje pochodzenie i wyznanie. Nie chcąc narażać się na gniew ludności miasta Leon I postanowił wyznaczyć cezarem Leona II. Sześcioletni chłopiec nie mógł samodzielnie sprawować władzy dlatego regencję powierzono Zenonowi. Gdy Leon I zmarł 18 stycznia 474 Leon II został cesarzem. Jego rządy nie trwały jednak długo. 9 lutego 474 koterie dworskie przygotowały uroczystą ceremonię, w której młody cesarz przekazał symbolicznie pełnię władzy swojemu ojcu jako augustowi. Leon II odsunięty został w cień i pozostawał tylko koregentem – następcą tronu. Zmarł nagle późną jesienią 474. Po jego śmierci jedynym cesarzem wschodniorzymskim pozostał Zenon.